# 元阳蹄盖蕨
元阳蹄盖蕨（学名：Athyrium yuanyangense）为蹄盖蕨科蹄盖蕨属下的一个种。

## 扩展阅读
- 維基物種上的相關：元阳蹄盖蕨